# Blu Verano
Verano è il secondo EP del rapper italiano Livio Cori, pubblicato il 30 luglio 2021 dalla Sugar Music.

## Tracce
1. Respiro ancora (feat. Neffa) – 3:17
2. Verano – 3:06
3. No Drama – 2:53
4. Giuro – 2:44
5. Cchiù Fort – 2:36